# Ariadna umtalica
Espèce
Ariadna umtalica est une espèce d'araignées aranéomorphes de la famille des Segestriidae.

## Distribution
Cette espèce se rencontre au Zimbabwe, au Botswana et en Afrique du Sud.

## Description
La femelle holotype mesure 12 mm.

## Systématique et taxinomie
Cette espèce a été décrite par Purcell en 1904.

## Étymologie
Son nom d'espèce lui a été donné en référence au lieu de sa découverte, Umtali maintenant Mutare.

## Publication originale
- Purcell, 1904 : « Descriptions of new genera and species of South African spiders. » Transactions of the South African Philosophical Society, vol. 15, p. 115-173 (texte intégral).